# 에토 유
에토 유(일본어: 衛藤 裕, 1983년 10월 17일 ~ )는 일본의 전 축구 선수이다.

## 구단 경력
그는 2006년부터 2017년까지 J리그의 사간 도스, 도쿠시마 보르티스, 카탈레 도야마에서 활동하였다.